# Saint-Jean-Kerdaniel
Saint-Jean-Kerdaniel település Franciaországban, Côtes-d’Armor megyében. Lakosainak száma 691 fő (2022. január 1.). Saint-Jean-Kerdaniel Bringolo, Lanrodec, Le Merzer, Ploumagoar, Saint-Agathon és Châtelaudren-Plouagat községekkel határos.

## Népesség
A település népessége az elmúlt években az alábbi módon változott:
| Lakosok száma | 379  | 289  | 373  | 524  | 600  | 621  | 637  | 650  | 668  | 691  |
|               | 1968 | 1982 | 1990 | 2006 | 2013 | 2015 | 2017 | 2019 | 2020 | 2022 |